# Église Saint-Julien-et-Sainte-Baselisse de Vinça
L'église Saint-Julien-et-Sainte-Baselisse est l'église paroissiale de la commune de Vinça, dans le département français des Pyrénées-Orientales en région Occitanie.

## Historique
La première église était romane. Elle fut agrandie à plusieurs reprises aux siècles suivants. Au début du XVIIIe siècle la paroisse reçut le legs testamentaire d'un particulier fortuné originaire de la ville : Carles Perpinyà y Folcrà. Cet héritage permit d'envisager la reconstruction entière de l'édifice. Les travaux débutèrent en 1730 et se poursuivirent par étapes jusqu'à la finalisation de la nouvelle église en 1769. Le plan est dû à l'architecte catalan Francisco Morató. La construction a été dirigée par Pierre Figeac, maçon de Narbonne.
Le clocher a été construit au XVIIe siècle.
L'église Saint-Julien-et-Sainte-Baselisse fait l'objet d'un classement des monuments historiques depuis le 27 janvier 1987.
En 2016 il est installé un chauffage par le sol (source l'indépendant).